# 蒙古聯盟自治政府

蒙古聯盟自治政府
Монголын Өөртөө Засах Нэгдсэн Засгийн Ордон  (モンゴル語)

国の標語: 防共民族協和（基本方針）
生、聚、敎、興、養、衞（施政総綱）

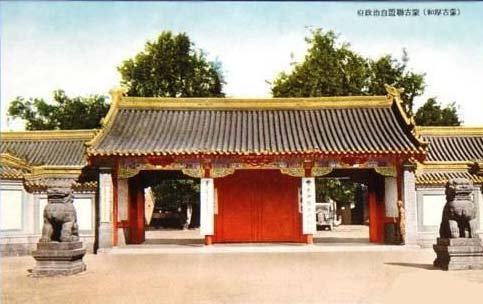
蒙古聯盟自治政府の庁舎

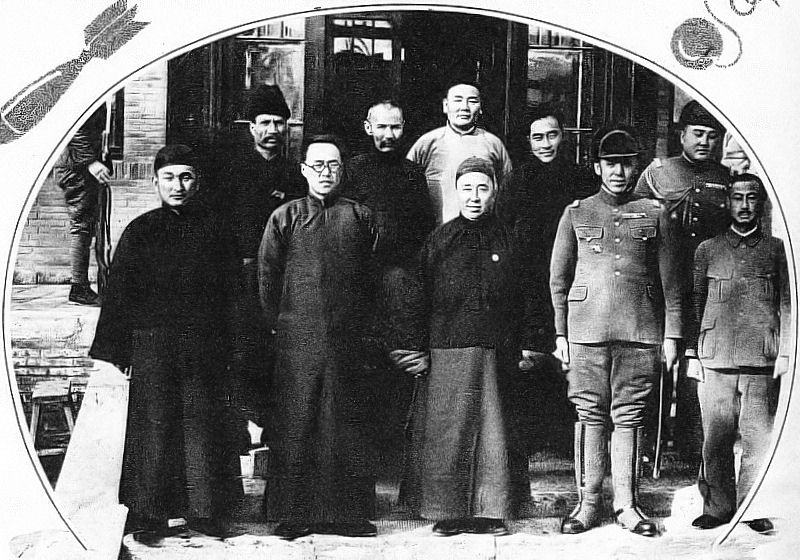
蒙古聯盟自治政府要人。前列中央の人物がデムチュクドンロブ

蒙古聯盟自治政府（もうこれんめいじちせいふ、モンゴル語：ᠮᠣᠩᠭᠣᠯᠤᠨ
ᠥᠪᠡᠷᠲᠡᠭᠡᠨ
ᠵᠠᠰᠠᠬᠤ
ᠨᠢᠭᠡᠳᠦᠭᠰᠡᠨ
ᠵᠠᠰᠠᠭᠤᠨ
ᠣᠷᠳᠣᠨ、Монголын Өөртөө Засах Нэгдсэн Засгийн Ордон）は、1937年に内蒙古の烏蘭察布盟、錫林郭勒盟、察哈爾盟、巴彦塔拉盟、伊克昭盟および厚和市、包頭市に樹立された日本の傀儡政府。
盧溝橋事件の後に日本軍は内蒙古方面へ本格的に出兵し、10月17日に包頭を占領。ユンデン・ワンチュク（雲王）・デムチュクドンロブ（德王）・李守信がこれに応じる形で10月28日にフフホト（厚和、帰綏を改称）にて蒙古聯盟自治政府を樹立した。最初は雲王が主席に就任し、翌年3月に雲王が病没すると、徳王が後任の主席となった。
蒙疆地区には、蒙古聯盟自治政府の他に察南自治政府・晋北自治政府が設立されたが、利害関係を調整して活動の円滑化を図るため、1937年11月22日、3自治政府によって蒙疆聯合委員会が設立された。しかしこの委員会が十分に機能しなかったため、3自治政府を統合して蒙古聯合自治政府を樹立することとなり、蒙古聯盟自治政府は新政府に合併されて消滅した。
中国の日本軍占領地区では中国人の阿片生産は禁止されるとともに阿片は日本軍の専売商品とされたが、この蒙古聯盟自治政府地域で日本軍指導により大規模に阿片農場が開発され、そこで栽培された阿片が満州国以外の中国地域で販売されていた。